# Girlhood
Girlhood (fransk: Bande de filles) er en fransk film fra 2014, instrueret af Céline Sciamma.
Filmen handler om Marieme (Karidja Touré), der efter at have fået afslag på at starte på en videregående uddannelse finder tilbage til sit gamle
kvarter, hvor hun udvikler sig fra en pæn pige i folkeskolens ældste klasse til at bevæge sig på kanten af loven. 

## Handling
Girlhood udspiller sig i et parisisk forstadsmiljø i Bagnolet og Bobigny, hvor Marieme gennem sin udvikling til voksen, finder sammen med en bande af tre andre piger, der bevæger sig på kanten af loven. Efterhånden udvikler Mariemes liv sig i en mere og mere kriminel retning hvor hun ender med at ernære sig som pusher.
Filmen sætter fokus på de sociale uligheder og racemæssige udfordringer, der eksisterer i dagens Frankrig

## Medvirkende
- Karidja Touré - Marieme/Vic
- Assa Sylla - Lady
- Lindsay Karamoh - Adiatou
- Mariétou Touré - Fily
- Idrissa Diabaté - Ismaël
- Cyril Mendy - Djibril
- Djibril Gueye - Abou

## Modtagelse
Danske filmanmeldere vurderede filmen til at være over gennemsnittet uden at være vildt begejstrede, nogenlunde samme resultat kom de franske filmanmeldere frem til.